# Antonina panica
Antonina panica är en insektsart som beskrevs av Hall 1925. Antonina panica ingår i släktet Antonina och familjen ullsköldlöss. Inga underarter finns listade i Catalogue of Life.